# Премія Американського інституту кіномистецтва (2010)
12 грудня 2010 року Американський інститут кіномистецтва оголосив 10 найкращих фільмів та 10 найкращих телевізійних програм за 2010 рік. Спеціальні нагороди отримав британський фільм «Промова короля» і документальний фільм «В очікуванні Супермена». Найкращих обирало журі з експертів інституту, до якого увійшли кінознавці, критики та артисти. Урочиста церемонія відбулась 13 січня 2011 року в Лос-Анджелесі.

## 10 найкращих фільмів
- 127 годин / 127 Hours
- Боєць / The Fighter
- Дітки в порядку / The Kids Are All Right
- Зимова кістка / Winter's Bone
- Історія іграшок 3 / Toy Story 3
- Місто / The Town
- Початок / Inception
- Соціальна мережа / The Social Network
- Справжня мужність / True Grit
- Чорний лебідь / Black Swan

## 10 найкращих телевізійних програм
- 30 потрясінь / 30 Rock
- Американська сімейка / Modern Family
- Божевільні / Mad Men
- Ходячі мерці / The Walking Dead
- Невиліковне Це / The Big C
- Підпільна імперія / Boardwalk Empire
- Пуститися берега / Breaking Bad
- Темпл Грандін / Temple Grandin
- Тихий океан / The Pacific
- Хор / Glee

## Спеціальна нагорода
- В очікуванні Супермена / Waiting for «Superman»
- Промова короля / The King's Speech